# 雙層貨櫃平車

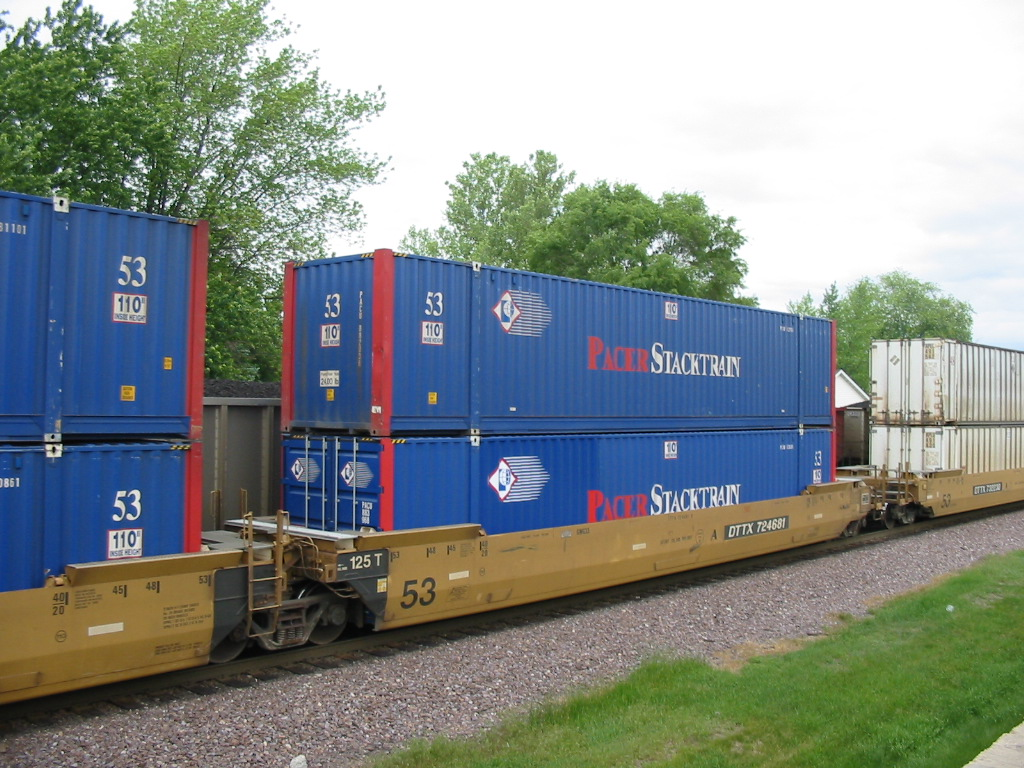

雙層貨櫃平車 ，昵称「井車」（英語：well car），是一种铁路车輛，用于运载貨櫃。車中部有凹陷部（「井」），位於轉向架之間，向下接近軌道，因而可將貨櫃放置於比传统平车更低的位置，因此如路線淨空允許，便能在車上堆疊兩層貨櫃。假如兩層貨櫃規格一致，上方貨櫃便可經由平車內建的隔板固定到下部貨櫃，否則便使用貨櫃間連接器固定。  
雙層貨櫃平车的优点包括車輛负载的重心较低，皮重较轻而提高了稳定性。 
雙層貨櫃平車最常見於北美，因海陸联运常見、鐵路电气化程度不高，上方淨空通常問題較少。另外由于东亚准轨一般车辆限界3.4米（宽）×4.5米（高），中国大陆更是3.4米（宽）×4.8米（高）且普通建筑限界就允许超限货物达到4.45米（宽）×5.3米（高）外加形状限制的车辆限界，处于全球准轨一般限界最高水平，故在中国大陆部分电气化铁路稍提升改造便可允许高5.85米的双层集装箱列车运行。

## 瓶頸點
如路線上有較低的橋樑與較窄的隧道，則需进行昂贵的升级以供雙層貨櫃平車通過。
例如美国一些一级铁路公司已经启动了改善计划将Plate B/C提升到3.25米（宽）×6.15米（高）的Plate H，以消除双层火车的障碍物。 参见 心脏地带走廊 （ 诺福克南方铁路 ）和国家门户 （ CSX运输公司 ）。